# Winifredia sola
Winifredia sola är en gräsväxtart som beskrevs av Lawrence Alexander Sidney Johnson och Barbara Gillian Briggs. Winifredia sola ingår i släktet Winifredia och familjen Restionaceae. Inga underarter finns listade i Catalogue of Life.